# Арсен & Бора Чорба – Unplugged ’87
Aрсен & Бора Чорба — Unplugged ’87 је заједнички албум уживо Aрсена Дедића и Боре Ђорђевића који је сниман 6. марта 1987. у Позоришту на Теразијама, Београд у оквиру Југословенских дана забавне музике, вечери ауторске песме.